# Jacky Del Rio
Jacky Del Rio pseudonimo di Jacqueline Botelho (1954) è un'attrice pornografica brasiliana naturalizzata italiana.

## Carriera nel cinema per adulti
Pur non avendo avuto una carriera pornografica prolifica, prese parte a film hardcore dove recitarono molte delle più famose celebrità dell'epoca, come Ilona Staller, John Holmes, Tracey Adams, Amber Lynn, Jean-Pierre Armand e Marina Lotar. Jacky entrò nelle grazie del regista porno Mario Bianchi, che incantato dal suo fascino latino, la volle in quattro sue pellicole, sempre al fianco di Marina Lotar.

## Filmografia parziale
- Marina, un vulcano di piacere, regia di Mario Bianchi (1986)
- Marina, i desideri di una nobildonna, regia di Mario Bianchi (1986)
- Supermaschio per mogli viziose, regia di Giorgio Grand (1987)
- Carne bollente, regia di Riccardo Schicchi (1987)
- Belve del sesso, regia di Mario Bianchi (1987)
- Marina un corpo da possedere, regia di Mario Bianchi (1988)